# Fred Perry
Frederick John "Fred" Perry, född 18 maj 1909 i Stockport i Greater Manchester, död 2 februari 1995 i Melbourne i Australien, var en brittisk tennisspelare och bordtennisspelare. Fred Perry var under perioden 1931-36 en av världens 10 bästa amatörspelare i tennis. Han rankades som nummer ett 1934-36 och anses vara den bäste brittiske spelaren någonsin. Han är unik genom att ha varit världsbäst i både tennis och bordtennis.
Perry upptogs 1975 i International Tennis Hall of Fame.

## Tenniskarriären
Fred Perry började spela tennis så sent som vid 18 års ålder. Han hade en enastående talang och lärde sig spelet mycket snabbt; redan som 19-åring tog han sin första juniortitel (i mixed dubbel i ett lokalt mästerskap i Middlesex). Han varvade tennisspelet med bordtennis som han samtidigt spelade på yttersta elitnivå. År 1929 blev han singelvärldsmästare i bordtennis. 
Säsongen 1933 nådde Perry världstoppen i tennis. Han vann då sin första singeltitel i en Grand Slam-turnering då han vann Amerikanska mästerskapen genom finalseger över den australiske spelaren Jack Crawford. Perry kom under sin amatörtid att vinna ytterligare sju singeltitlar och sex titlar i dubbel (inklusive mixed dubbel) i GS-turneringar. Wimbledonmästerskapen vann han 1934-36, i de två sista finalerna besegrade han den tyske storspelaren, "baronen" Gottfried von Cramm. 
År 1934 var Perry nära att ta en äkta Grand Slam, han vann i Australiska mästerskapen, Amerikanska mästerskapen och Wimbledonmästerskapen, men han lyckades inte det året vinna i Franska mästerskapen. Det gjorde han dock året därpå och blev därmed den förste tennisspelaren att vinna singeltitlarna i alla fyra Grand Slam-turneringar, "(karriär-Grand Slam)".
Perry deltog 1933 i det brittiska lag som vann Davis Cup. Det brittiska laget, med Perry som ankare tillsammans med Henry Austin, hemförde DC-trofén även de följande tre åren. 

### Proffsåren

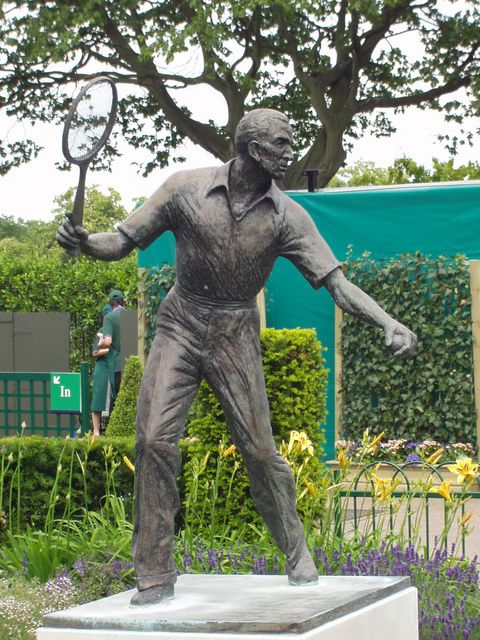
Staty av Fred Perry, Wimbledon

Perry blev på senåret 1936, efter övertalning, professionell spelare i Bill Tildens tenniscirkus. Perry utgjorde den förnyelse av proffscirkusen som krävdes för att publikintresset skulle kunna bibehållas. I sin första match som proffs mötte han Ellsworth Vines inför en stor publik i Madison Square Garden, New York. Perry vann den matchen över fyra set, men förlorade mot Vines i den efterföljande USA-touren knappt med totalt 32-29 i matcher. Perry och Vines blev nära vänner, och 1938 tog dessa två tillsammans över ansvaret för touren från Bill Tilden.
År 1938 och 1941 vann Perry turneringen US Pro. Han var i final också 1939 och 1940 men förlorade då mot Vines (-39) och Donald Budge.

## Spelaren och personen
Fred Perry var som tennisspelare mycket snabb på banan och hade överlag goda slag. Han hade en kraftfull djup forehand som han ofta följde upp med nätattacker. Han hade också en mycket effektiv skuren snabb backhand.
Perry var känd för sitt goda självförtroende på och utanför banan. Det har sagts att han ofta irriterade sina motståndare genom att serva mycket snabbt utan paus och utan att se om denne var redo att motta serven.
Efter sin aktiva tenniskarriär verkade han bland annat som tennisinstruktör, tenniskorrespondent och radio-TV-kommentator. Han var också engagerad i tillverkning av tenniskläder och startade det egna klädmärket Fred Perry tillsammans med den österrikiske fotbollsspelaren Tibby Wegner. På 1950-talet spelade Perry uppvisningsmatcher, bland annat i Sverige då han vid några tillfällen mötte Kalle Schröder.

## Grand Slam-finaler, singel (10)

### Titlar (8)
| År   | Mästerskap                   | Finalmotståndare    | Setsiffror                |
| 1933 | Amerikanska mästerskapen     | Jack Crawford       | 6-3, 11-13, 4-6, 6-0, 6-1 |
| 1934 | Australiska mästerskapen     | Jack Crawford       | 6-3, 7-5, 6-1             |
| 1934 | Wimbledonmästerskapen        | Jack Crawford       | 6-3, 6-0, 7-5             |
| 1934 | Amerikanska mästerskapen (2) | Wilmer Allison      | 6-4, 6-3, 1-6, 8-6        |
| 1935 | Franska mästerskapen         | Gottfried von Cramm | 6-3, 3-6, 6-1, 6-3        |
| 1935 | Wimbledonmästerskapen (2)    | Gottfried von Cramm | 6-2, 6-4, 6-4             |
| 1936 | Wimbledonmästerskapen (3)    | Gottfried von Cramm | 6-1, 6-1, 6-0             |
| 1936 | Amerikanska mästerskapen (3) | Donald Budge        | 2-6 6-2 8-6 1-6 10-8      |

### Finalförluster (Runner-ups) (2)
| År   | Mästerskap               | Finalmotståndare    | Setsiffror              |
| 1935 | Australiska mästerskapen | Jack Crawford       | 6-2, 4-6, 4-6, 4-6      |
| 1936 | Franska mästerskapen     | Gottfried von Cramm | 0-6, 6-2, 2-6, 6-2, 0-6 |

## ÖvrigaGrand Slam-titlar
- Australiska mästerskapen: 
  - dubbel - 1934
- Franska mästerskapen:
  - dubbel - 1933
  - mixed dubbel - 1932
- Wimbledonmästerskapen
  - mixed dubbel - 1935, 1936
- Amerikanska mästerskapen:
  - mixed dubbel - 1932

## Titlar iProfessionella tennismästerskap
- - US Pro - 1938, 1941